# Longwantun
Longwantun (kinesiska: 龙湾屯, 龙湾屯镇) är en köping i Kina. Den ligger i stadsdistriket Shunyi i Pekings storstadsområde, i den norra delen av landet, omkring 50 kilometer nordost om stadskärnan. Antalet invånare är 15 457. Befolkningen består av 7 603 kvinnor och 7 854 män. Barn under 15 år utgör 8,0 %, vuxna 15-64 år 78 %, och äldre över 65 år 12,0 %.